# Fantasy Filmfest 1991
Das 5. Fantasy Filmfest (1991) fand in der Zeit vom Dienstag, dem 5. März, bis Sonntag, dem 10. März 1991, im Metropolis Kino am Dammtor, im Alabama Kino und in der Markthalle in Hamburg, sowie auch vom Freitag, dem 15. September, bis Sonntag, dem 24. September 1991, im CINEMA-Filmtheater in München statt. Zum zweiten Mal wurden die Festivalstädte Berlin (vom Dienstag, dem 19. November, bis Sonntag, dem 24. November 1991) und Köln (Datum unbekannt) bespielt. Es bot eine Zusammenstellung von Klassikern aus den verschiedenen Genres des phantastischen Films sowie Welturaufführungen und Produktionen in deutscher Erstaufführung.

## Liste der gezeigten Filme
| Originaltitel                                     | Deutscher Titel                                                                         | Land                       | Jahr | Regisseur                                   | Hamburg | München | Berlin | Köln | Sparte                     |
| ------------------------------------------------- | --------------------------------------------------------------------------------------- | -------------------------- | ---- | ------------------------------------------- | ------- | ------- | ------ | ---- | -------------------------- |
| 976-EVIL II (alt.: 976-EVIL 2: The Astral Factor) | Astral Factor                                                                           | USA                        | 1992 | Jim Wynorski                                | X       | X       | X      | -    | Die Filme                  |
| Отступник (alt.: The Apostate)                    | Der Abtrünnige                                                                          | Sowjetunion                | 1987 | Valeri Rubinchik                            | X       | -       | -      | -    | Die Filme                  |
| Afraid of the Dark                                | Angst vor der Dunkelheit                                                                | Frankreich, Großbritannien | 1991 | Mark Peploe                                 | X       | X       | X      | -    | Die Filme                  |
| アキラ                                            | Akira                                                                                   | Japan                      | 1988 | Katsuhiro Otomo                             | X       | -       | -      | -    | Die Filme                  |
| Человек-амфибия                                   | Der Amphibienmensch                                                                     | Sowjetunion                | 1962 | Wladimir Tschebotarjow und Gennadi Kasanski | X       | -       | -      | -    | Die Filme                  |
| And Soon The Darkness                             | Tödliche Ferien                                                                         | Großbritannien             | 1970 | Robert Fuest                                | X       | -       | -      | -    | Der reale Horror           |
| Angst                                             | --                                                                                      | Österreich                 | 1983 | Gerald Kargl                                | X       | -       | -      | -    | Der reale Horror           |
| Asylum                                            | Asylum – Irrgarten des Schreckens                                                       | Großbritannien             | 19   | Roy Ward Baker                              | X       | -       | -      | -    | Tales from the Dark Side   |
| Au Pair                                           | Im Namen des Wahnsinns                                                                  | Großbritannien             | 1991 | Heinrich Dahms                              | X       | X       | X      | -    | Die Filme                  |
| The Avengers: Emma Peel                           | Mit Schirm, Charme und Melone (2 Folgen: "A Surfeit of H²O" und "The Girl from Auntie") | Großbritannien             | 1965 | Diverse                                     | X       | X       | X      | -    | Die Filme                  |
| Babylon – Im Bett mit dem Teufel                  | --                                                                                      | Deutschland                | 1992 | Ralf Huettner                               | X       | X       | X      | -    | Die Filme                  |
| Blood & Concrete: A Love Story                    | Blood, Drugs & Libido – Überleben in L.A.                                               | USA                        | 1991 | Jeffrey Reiner                              | X       | X       | X      | -    | Die Filme                  |
| Body Parts                                        | --                                                                                      | USA                        | 1991 | Eric Red                                    | X       | X       | X      | -    | Die Filme                  |
| Boris and Natasha                                 | Boris und Natasha – Dümmer als der CIA erlaubt                                          | USA                        | 1992 | Charles Martin Smith                        | X       | X       | X      | -    | Die Filme                  |
| The Borrower                                      | Alienkiller                                                                             | USA                        | 1991 | John McNaughton                             | X       | X       | X      | -    | Die Filme                  |
| Bride of Re-Animator                              | --                                                                                      | USA                        | 1989 | Brian Yuzna                                 | X       | X       | X      | X    | Brian Yuzna Double Feature |
| Captain Kronos – Vampire Hunter                   | Captain Kronos – Vampirjäger                                                            | Großbritannien             | 1974 | Brian Clemens                               | X       | X       | -      | X    | British Fantasy            |
| Carnival of Souls                                 | Tanz der toten Seelen                                                                   | USA                        | 1962 | Herk Harvey                                 | X       | X       | X      | -    | Die Filme                  |
| The Changeling                                    | Das Grauen                                                                              | Kanada                     | 1980 | Peter Medak                                 | X       | X       | X      | -    | 80er Jahre                 |
| Child’s Play 2                                    | Chucky 2 – Die Mörderpuppe ist wieder da                                                | USA                        | 1990 | John Lafia                                  | X       | X       | X      | -    | Die Filme                  |
| 倩女幽魂 II – 人間道                              | A Chinese Ghost Story II                                                                | Hongkong                   | 1990 | Ching Siu-Tung                              | X       | X       | X      | -    | Die Filme                  |
| 倩女幽魂                                          | A Chinese Ghost Story                                                                   | Hongkong                   | 1987 | Ching Siu-Tung                              | X       | X       | X      | -    | 80er Jahre                 |
| La Chute de la maison Usher                       | Der Untergang des Hauses Usher                                                          | Frankreich                 | 1928 | Jean Epstein                                | X       | X       | X      | X    | Die Filme                  |
| The City of the Dead (alt.: Horror Hotel)         | Stadt der Toten                                                                         | Großbritannien             | 1960 | John Llewellyn Moxey                        | X       | X       | X      | X    | British Fantasy            |
| The Cleaning                                      | Zeit der Finsternis                                                                     | USA                        | 1991 | Vladimir Alenikov                           | X       | X       | X      | -    | Die Filme                  |
| By Dawn’s Early Light                             | Condition Red                                                                           | USA                        | 1990 | Jack Sholder                                | X       | -       | -      | -    | Die Filme                  |
| The Damned                                        | Sie sind verdammt                                                                       | Großbritannien             | 1963 | Joseph Losey                                | X       | X       | -      | -    | British Fantasy            |
| The Dark Eyes of London                           | Der Würger                                                                              | Großbritannien             | 1939 | Walter Summers                              | X       | X       | -      | -    | British Fantasy            |
| Dead Heat                                         | --                                                                                      | USA                        | 1988 | Mark Goldblatt                              | X       | X       | X      | -    | 80er Jahre                 |
| Deathdream (alt.: The Night Andy Came Home)       | Dead of Night - Nacht des Terrors                                                       | USA                        | 1972 | Bob Clark                                   | X       | X       | -      | -    | British Fantasy            |
| Dead of Night                                     | --                                                                                      | Großbritannien             | 1946 | Diverse                                     | X       | X       | -      | -    | Die Filme                  |
| Deadbeat at Dawn                                  | --                                                                                      | USA                        | 1988 | Jim van Bebber                              | X       | -       | -      | -    | Die Filme                  |
| Defending Your Life                               | Rendezvous im Jenseits                                                                  | USA                        | 1991 | Albert Brooks                               | X       | X       | X      | -    | Abschlussfilm              |
| Delicatessen                                      | --                                                                                      | Frankreich                 | 1991 | Jean-Pierre Jeunet und Marc Caro            | X       | X       | X      | X    | Eröffnungsfilm             |
| Dinosaurs (alt.:Adventures in Dinosaur City)      | Hilfe, Dinosaurier!                                                                     | USA                        | 1992 | Brett Thompson                              | X       | X       | X      | -    | Die Filme                  |
| Dr. Terror’s House of Horrors                     | Die Todeskarten des Dr. Schreck                                                         | Großbritannien             | 1965 | Freddie Francis                             | X       | -       | -      | -    | Tales from the Dark Side   |
| Drop Dead Fred                                    | Mein böser Freund Fred                                                                  | USA, Großbritannien        | 1991 | Ate de Jong                                 | X       | X       | X      | -    | Die Filme                  |
| Kvitebjørn Kong Valemon                           | Der Eisbärkönig                                                                         | Norwegen                   | 1991 | Ola Solum                                   | X       | X       | X      | -    | Fantasy für Kinder         |
| Flesh Gordon Meets the Cosmic Cheerleaders        | Flesh Gordon – Schande der Galaxis                                                      | Kanada                     | 1990 | Howard Ziehm                                | X       | X       | X      | -    | Die Filme                  |
| Frankenstein Unbound                              | Roger Corman’s Frankenstein                                                             | USA                        | 1990 | Roger Corman                                | X       | -       | -      | -    | Die Filme                  |
| Frau im Mond                                      | --                                                                                      | Deutschland                | 1929 | Fritz Lang                                  | X       | X       | -      | -    | Die Filme                  |
| It Came from Outer Space                          | Gefahr aus dem Weltall                                                                  | USA                        | 1953 | Jack Arnold                                 | X       | X       | -      | -    | 3-D Double Feature         |
| Geheimnisse einer Seele                           | --                                                                                      | Deutschland                | 1926 | Georg Wilhelm Pabst                         | X       | X       | -      | -    | Die Filme                  |
| ゴジラvsビオランテ (Gojira vs. Biorante)          | Godzilla, der Urgigant                                                                  | Japan                      | 1989 | Kazuki Omori                                | X       | -       | -      | -    | Die Filme                  |
| Der Golem, wie er in die Welt kam                 | --                                                                                      | Deutschland                | 1920 | Paul Wegener und Carl Boese                 | -       | X       | -      | -    | Stummfilme                 |
| Grim Prairie Tales                                | Spuk am Lagerfeuer                                                                      | USA                        | 1990 | Wayne Coe                                   | X       | X       | X      | -    | Die Filme                  |
| Guilty as Charged                                 | Prisoners                                                                               | USA                        | 1991 | Sam Irvin                                   | X       | X       | X      | -    | Die Filme                  |
| Heathers (alt.: Lethal Attraction)                | --                                                                                      | USA                        | 1988 | Michael Lehmann                             | X       | X       | -      | -    | 80er Jahre                 |
| Hellraiser                                        | Hellraiser – Das Tor zur Hölle                                                          | USA                        | 1987 | Clive Barker                                | X       | X       | X      | -    | 80er Jahre                 |
| Henry: Portrait of a Serial Killer                | --                                                                                      | USA                        | 1986 | John McNaughton                             | X       | X       | -      | -    | Der reale Horror           |
| The Hidden                                        | The Hidden - Das unsagbar Böse                                                          | USA                        | 1987 | Jack Sholder                                | -       | -       | X      | X    | 80er Jahre                 |
| The Hitcher                                       | Hitcher, der Highway Killer                                                             | USA                        | 1986 | Robert Harmon                               | X       | X       | X      | -    | 80er Jahre                 |
| I Bought a Vampire Motorcycle                     | Iron Thunder                                                                            | Großbritannien             | 1990 | Dirk Campbell                               | X       | X       | X      | -    | Die Filme                  |
| Jacob’s Ladder                                    | Jacob’s Ladder – In der Gewalt des Jenseits                                             | USA                        | 1990 | Adrian Lyne                                 | X       | -       | -      | -    | Die Filme                  |
| Vampyr – Der Traum des Allan Grey                 | --                                                                                      | Deutschland                | 1932 | Carl Theodor Dreyer                         | X       | X       | -      | -    | Die Filme                  |
| Late for Dinner                                   | Late for Dinner – Eine zeitlose Liebe                                                   | USA                        | 1991 | W. D. Richter                               | X       | X       | X      | -    | Die Filme                  |
| The Legacy                                        | Das Haus des Satans                                                                     | Großbritannien             | 1978 | Richard Marquand                            | X       | X       | X      | -    | British Fantasy            |
| Liquid Dreams                                     | --                                                                                      | USA                        | 1991 | Mark Manos                                  | X       | X       | X      | -    | Die Filme                  |
| Lord of the Flies                                 | Herr der Fliegen                                                                        | Großbritannien             | 1963 | Peter Brook                                 | X       | X       | X      | -    | British Fantasy            |
| The Lost World                                    | Die verlorene Welt                                                                      | USA                        | 1925 | Harry O. Hoyt und Willis O’Brien            | X       | X       | -      | -    | Die Filme                  |
| Maniac Cop 2                                      | --                                                                                      | USA                        | 1990 | William Lustig                              | X       | X       | -      | -    | Die Filme                  |
| Martin                                            | --                                                                                      | USA                        | 1977 | George A. Romero                            | X       | X       | X      | -    | Die Filme                  |
| Meet the Feebles                                  | --                                                                                      | Neuseeland                 | 1989 | Peter Jackson                               | X       | -       | -      | -    | Die Filme                  |
| Misery                                            | --                                                                                      | USA                        | 1990 | Rob Reiner                                  | X       | -       | -      | -    | Eröffnungsfilm             |
| Morons from Outer Space                           | Star Cracks – Die irre Bruchlandung der Außerirdischen                                  | Großbritannien             | 1985 | Mike Hodges                                 | X       | X       | X      | -    | Die Filme                  |
| Mr. Destiny                                       | Mr. Destiny – Voll daneben                                                              | USA                        | 1990 | James Orr                                   | X       | X       | X      | -    | Die Filme                  |
| My Lovely Monster                                 | --                                                                                      | Deutschland                | 1991 | Michel Bergmann                             | X       | -       | -      | -    | Die Filme                  |
| The Navigator – A Medieval Odyssey                | Der Navigator                                                                           | Neuseeland, Australien     | 1988 | Vincent Ward                                | X       | X       | X      | -    | 80er Jahre                 |
| Near Dark                                         | Near Dark – Die Nacht hat ihren Preis                                                   | USA                        | 1987 | Kathryn Bigelow                             | X       | X       | X      | X    | 80er Jahre                 |
| Nothing But Trouble                               | Valkenvania – Die wunderbare Welt des Wahnsinns                                         | USA                        | 1991 | Dan Aykroyd                                 | X       | X       | X      | -    | Die Filme                  |
| Orlac’s Hände                                     | --                                                                                      | Österreich                 | 1924 | Robert Wiene                                | X       | X       | -      | -    | Die Filme                  |
| Paperhouse                                        | Paperhouse – Albträume werden wahr                                                      | Großbritannien             | 1988 | Bernard Rose                                | X       | X       | X      | -    | 80er Jahre                 |
| Past Midnight                                     | Ohne jede Reue (alt.: Past Midnight - Die Lust an der Gefahr!)                          | USA                        | 1991 | Jan Eliasberg                               | X       | X       | X      | -    | Die Filme                  |
| The Phantom Of The Opera                          | Das Phantom der Oper                                                                    | USA                        | 1925 | Rupert Julian                               | X       | X       | X      | -    | Stummfilme                 |
| The Phantom Of The Opera                          | Das Rätsel der unheimlichen Maske                                                       | Großbritannien             | 1962 | Terence Fisher                              | X       | X       | X      | -    | British Fantasy            |
| The Pit and the Pendulum                          | Meister des Grauens                                                                     | USA                        | 1991 | Stuart Gordon                               | X       | X       | X      | -    | Die Filme                  |
| Popcorn                                           | Skinner ...lebend gehäutet                                                              | USA                        | 1991 | Mark Herrier                                | X       | X       | X      | -    | Die Filme                  |
| Pyrates                                           | Ari & Sam                                                                               | USA                        | 1991 | Noah Stern                                  | X       | X       | X      | -    | Die Filme                  |
| Rampage                                           | Rampage – Anklage Massenmor                                                             | USA                        | 1987 | William Friedkin                            | X       | -       | -      | -    | Der reale Horror           |
| The Refrigerator                                  | Der Kühlschrank                                                                         | USA                        | 1991 | Nicholas Jacobs                             | X       | X       | X      | -    | Die Filme                  |
| The Resurrected                                   | Evil Dead – Die Saat des Bösen                                                          | USA                        | 1991 | Dan O’Bannon                                | X       | X       | X      | -    | Die Filme                  |
| The Revenge of Frankenstein                       | Frankensteins Rache                                                                     | Großbritannien             | 1958 | Terence Fisher                              | X       | X       | X      | -    | British Fantasy            |
| The Runestone                                     | Anthony III                                                                             | USA                        | 1991 | Willard Carroll                             | X       | X       | x      | -    | Die Filme                  |
| Santa Sangre                                      | --                                                                                      | Mexiko, Italien            | 1989 | Alejandro Jodorowsky                        | X       | X       | -      | -    | Die Filme                  |
| Scanners II: The New Order                        | Scanners II                                                                             | Kanada                     | 1991 | Christian Duguay                            | X       | -       | -      | -    | Die Filme                  |
| Creature from the Black Lagoon                    | Der Schrecken vom Amazonas                                                              | USA                        | 1954 | Jack Arnold                                 | X       | X       | -      | -    | 3-D Double Feature         |
| Milcząca Gwiazda                                  | Der schweigende Stern                                                                   | DDR, Polen                 | 1960 | Kurt Maetzig                                | X       | X       | X      | -    | Die Filme                  |
| The Silence of the Lambs                          | Das Schweigen der Lämmer                                                                | USA                        | 1991 | Jonathan Demme                              | X       | -       | -      | -    | Der reale Horror           |
| Silent Madness                                    | Silent Madness - Der Schlächter                                                         | USA                        | 1984 | Simon Nuchtern                              | X       | -       | -      | -    | 3-D                        |
| Society                                           | Dark Society                                                                            | USA                        | 1989 | Brian Yuzna                                 | X       | X       | X      | X    | Brian Yuzna Double Feature |
| Son of Darkness: To Die for II                    | --                                                                                      | USA                        | 1991 | David Price                                 | X       | X       | X      | -    | Die Filme                  |
| The Sorcerers                                     | Im Banne des Dr. Monserrat                                                              | Großbritannien             | 1967 | Michael Reeves                              | X       | X       | X      | -    | British Fantasy            |
| Stephen King’s It                                 | Stephen King’s Es                                                                       | USA                        | 1990 | Tommy Lee Wallace                           | X       | -       | -      | -    | Die Filme                  |
| Der Student von Prag                              | --                                                                                      | Deutschland                | 1913 | Hanns Heinz Ewers                           | X       | X       | X      | -    | Stummfilme                 |
| Sundown: The Vampire in Retreat                   | Sundown – Der Rückzug der Vampire                                                       | USA                        | 1989 | Anthony Hickox                              | X       | X       | -      | -    | Die Filme                  |
| Tales from the Crypt                              | Geschichten aus der Gruft                                                               | Großbritannien             | 1972 | Freddie Francis                             | X       | -       | -      | -    | Tales from the Dark Side   |
| A Gnome Named Gnorm                               | Upworld - Mein Kumpel, der Kobold                                                       | USA                        | 1990 | Stan Winston                                | X       | X       | X      | -    | Die Filme                  |
| El tesoro de las cuatro coronas                   | Das Geheimnis der vier Kronjuwelen                                                      | Spanien, USA, Italien      | 1983 | Ferdinando Baldi                            | X       | -       | -      | -    | 3-D                        |
| Unheimliche Geschichten                           | --                                                                                      | Deutschland                | 1919 | Richard Oswald                              | X       | X       | X      | -    | Stummfilme                 |
| Spoorloos                                         | Spurlos verschwunden                                                                    | Niederlande, Frankreich    | 1988 | George Sluizer                              | X       | X       | X      | -    | 80er Jahre                 |
| Welcome to Hell                                   | Welcome to Hell - Das letzte Ritual                                                     | USA                        | 1990 | Brian Yuzna                                 | X       | -       | -      | -    | Die Filme                  |
| Das weiße Zimmer                                  | White Room                                                                              | Kanada                     | 1990 | Patricia Rozema                             | X       | X       | X      | -    | Die Filme                  |
| Xtro                                              | XTro – Nicht alle Außerirdischen sind freundlich                                        | USA                        | 1983 | Harry B. Davenport                          | X       | -       | -      | -    | Die Filme                  |
| Xtro II - The second Encounter                    | Xtro 2 – Die zweite Begegnung                                                           | USA                        | 1991 | Harry B. Davenport                          | X       | -       | -      | -    | Die Filme                  |